# Jules Sbroglia
Jules Sbroglia (* 10. Juli 1929 in Audun-le-Tiche; † 21. April 2007) war ein französischer Fußballspieler, -trainer und Funktionär.

## Spielerkarriere
Jules Sbroglia begann zunächst bei einer Mannschaft italienischer Immigranten und dann beim Amateurklub Jeunesse Sportive Audunoise seines Geburtsstädtchens im nordlothringischen Schwerindustriegebiet mit dem Fußballspielen. Nach der Schulzeit arbeitete er dort als Maschineneinrichter bei der lokalen Bergbaugesellschaft Société minière des Terres rouges. Seinen ersten Profivertrag erhielt der Mittelläufer beim benachbarten FC Metz, nachdem er mit der regionalen A-Jugend-Auswahl das Endspiel um den Landespokal erreicht hatte. Für Metz kam er in der Saison 1949/50 in 16 Erstligaspielen zum Einsatz; in den beiden anschließenden Spielzeiten wurde er aber nur in der Reservemannschaft berücksichtigt. Deshalb wechselte er 1952 zum Zweitdivisionär SCO Angers, mit dem er 1956 in die höchste Liga aufstieg. Ein Jahr später führte Sbroglia seine Elf als Mannschaftskapitän in das Endspiel um den Landespokal, in dem der SCO dem FC Toulouse allerdings mit 3:6 unterlag. Zwölf Monate später schloss sein Klub die Erstligatabelle auf dem vierten Rang ab – Sbroglias beste Platzierung während seiner Karriere. Ein weiteres Jahr später wurde er, obwohl Angers die Liga nur auf einem oberen Mittelfeldplatz beendet hatte, von France Football als saisonbester Spieler mit der Étoile d’Or ausgezeichnet; dieser seinerzeitige Titel wird heute zusätzlich als Auszeichnung zum französischen Fußballer des Jahres angesehen. Obwohl Sbroglia es zum Junioren- und B-Nationalspieler gebracht hatte, wurde er nie in Frankreichs A-Nationalmannschaft berufen.
Jules Sbroglia wechselte 1959 zum Ligakonkurrenten Olympique Lyon und zog 1960 zum FC Rouen weiter, mit dem er die folgenden beiden Saisons jeweils noch auf einstelligen Tabellenplätzen (4. bzw. 9.) abschloss. Von 1962 bis 1964 trug er den Dress des Zweitligisten AS Cherbourg; dann ließ er sich in Clermont-Ferrand nieder, wo er 1964/65 für Stade Clermontois und noch bis 1968 als Spielertrainer für die AS Montferrandaise tätig war. Während seiner 15 Jahre währenden Profikarriere hat er – symptomatisch für die raue Gangart im Profifußball der 1950er und 1960er Jahre – eine Vielzahl schwerer Verletzungen erlitten; so brach er sich einen Arm und zweimal den Kiefer, kugelte sich wiederholt das Schultergelenk aus, musste zwei Wirbelbrüche kurieren lassen und lag nach einem schweren Schädel-Hirn-Trauma für drei Tage im Koma.

## Trainerstationen
Von 1968 bis 1984 war er nur noch als Trainer bei der AS Montferrandaise tätig; diese führte er dreimal aus der vierten in die dritte Liga, in der die ASM 1970–1978, 1980/81 und 1982–1984 unter seiner Leitung spielte. Mit Serge Chiesa hat er dort auch einen späteren Nationalspieler geformt. Anschließend ließ Sbroglia sich in der Nähe von Perpignan nieder, wo er als Sportdirektor beim FC Perpignan arbeitete und sich parallel dazu in der Trainerausbildung des Verbandsdistrikts Pyrénées-Orientales engagierte. In der folgenden Zeit hat er zudem vier Jahre an der Elfenbeinküste als „sportlicher Entwicklungshelfer“ gearbeitet.
Aufgrund seines Wirkens wurde in Perpignan posthum ein Stadion nach ihm benannt. Auch in der Auvergne blieb er in guter Erinnerung: 2011 hat die AS Montferrand ein großes Knabenfußballturnier unter dem Namen Tournoi Jules Sbroglia ausgerichtet.

## Palmarès als Spieler
- Étoile d’Or als bester Spieler der Division 1: 1958/59
- Pokalfinalist: 1957
- 205 Erstligaspiele (4 Tore), 199 Zweitligaspiele (11 Tore)

## Nachweise und Anmerkungen
1. ↑  Wahl/Lanfranchi, S. 122 und 137
2. ↑  Wahl/Lanfranchi, S. 120
3. ↑  Wahl/Lanfranchi, S. 127
4. ↑  siehe die Informationen auf der Seite der Stadtverwaltung Perpignans (Memento vom 6. Juli 2011 im Internet Archive) (PDF; 1,0 MB)
5. ↑  nach Auvergnesports.fr (Seite nicht mehr abrufbar, festgestellt im April 2018. Suche in Webarchiven)  Info: Der Link wurde automatisch als defekt markiert. Bitte prüfe den Link gemäß Anleitung und entferne dann diesen Hinweis.

| Personendaten    | Personendaten                             |
| ---------------- | ----------------------------------------- |
| NAME             | Sbroglia, Jules                           |
| KURZBESCHREIBUNG | französischer Fußballspieler und -trainer |
| GEBURTSDATUM     | 10. Juli 1929                             |
| GEBURTSORT       | Audun-le-Tiche                            |
| STERBEDATUM      | 21. April 2007                            |